# Sveriges Kärntekniska Sällskap
Sveriges Kärntekniska Sällskap, SKS är en ideell förening som främjar den tekniska och vetenskapliga utvecklingen inom den fredliga kärntekniken samt stimulerar utbyte av erfarenheter inom det kärntekniska området. SKS fungerar i Sverige som en remissinstans till riksdag och departement för kärntekniska frågor. 
SKS är ansluten till European Nuclear Society (ENS).